# باسم هوار

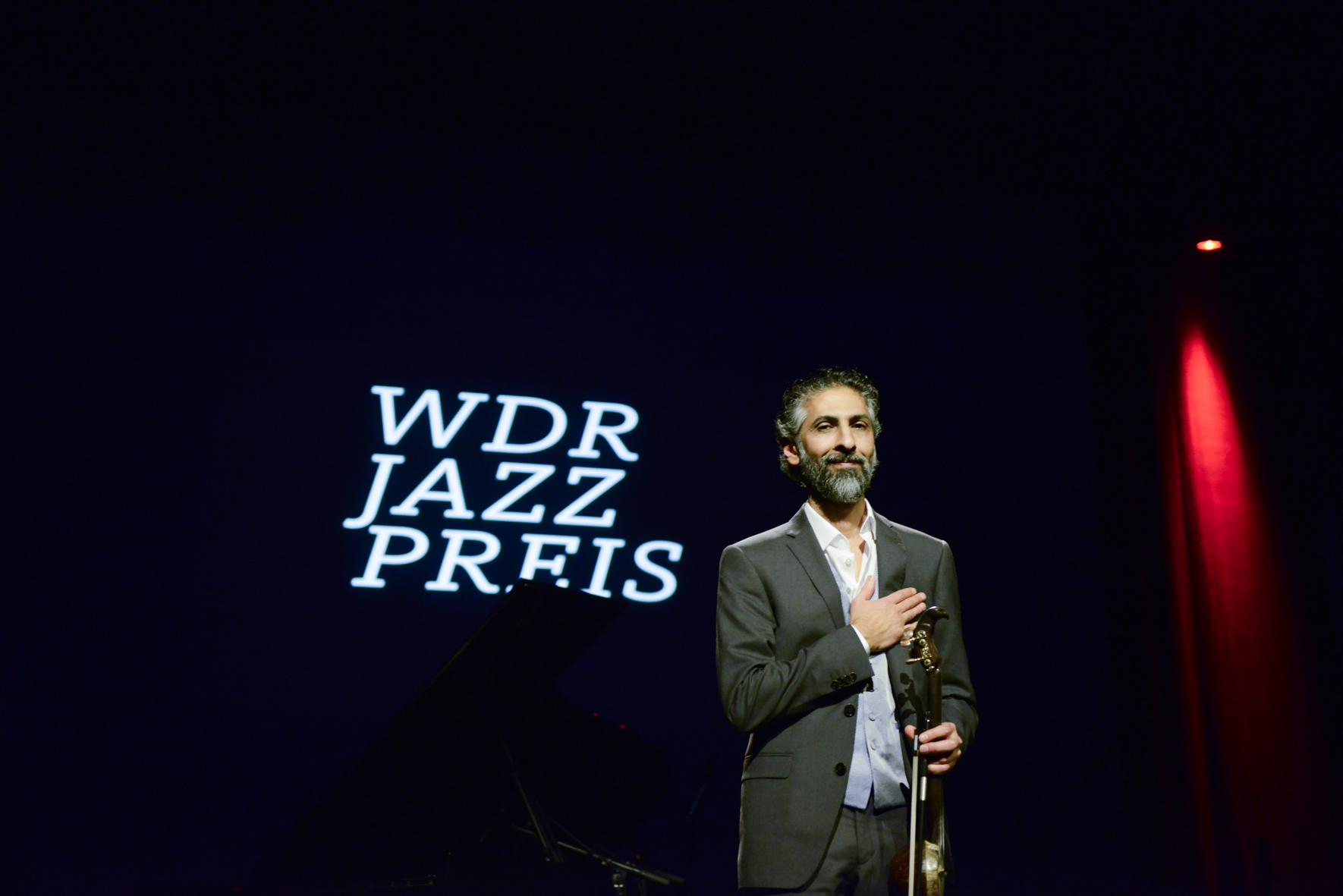

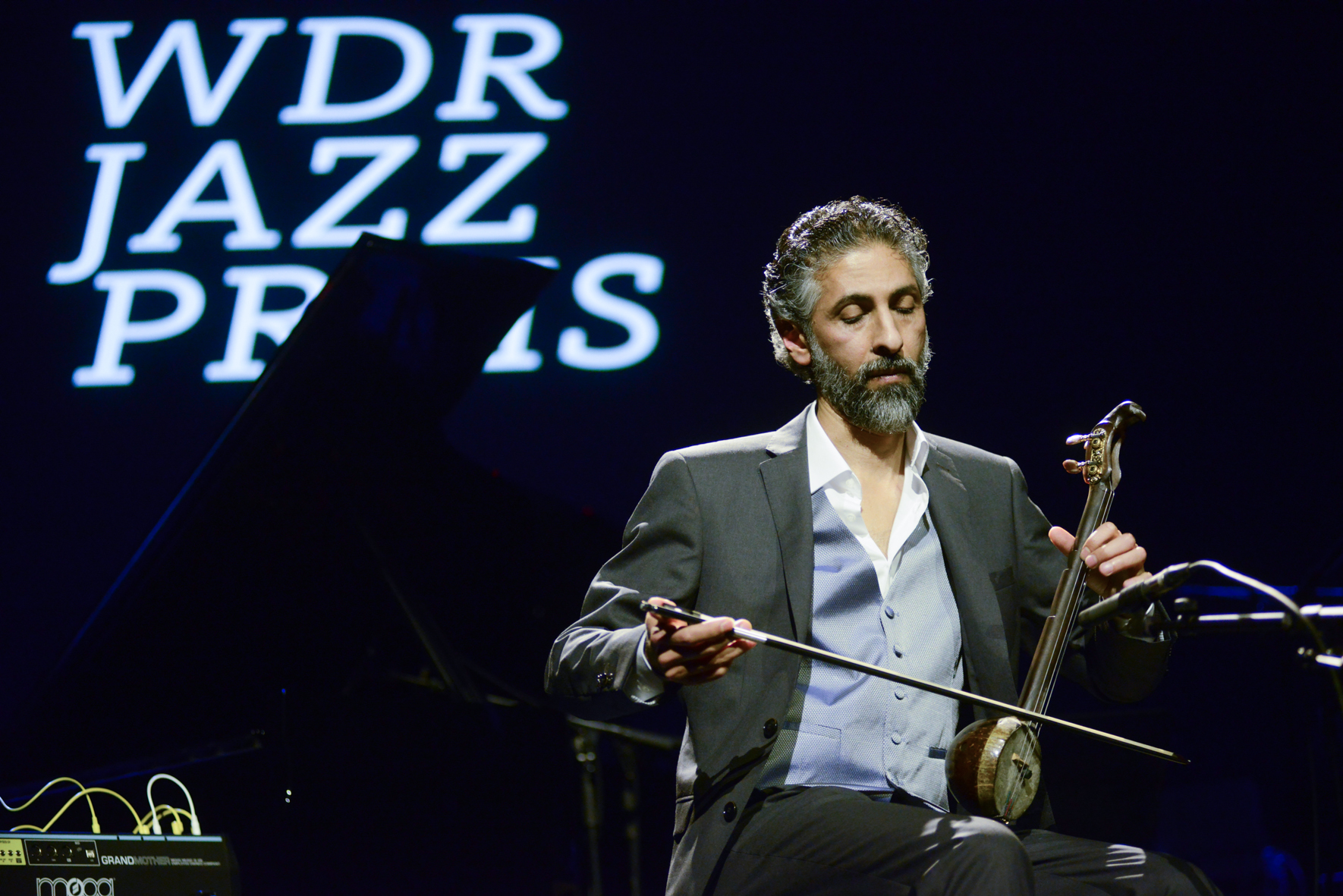

باسم هوار (من مواليد 1972) ولد في بغداد وهو مؤلف موسيقي وباحث موسيقي في المجال العملي لموسيقى الشعوب وعازف على آلة الجوزة العراقية ولد وتعلم أبجديات الحياة والموسيقى في العراق. بدأ دراستة للموسيقى في معهد الدراسات الموسيقية في بغداد سنة 1987. مختصاً بآلة الجوزة العراقية الفلكلورية. بعدها اكمل دراستة في كلية الفنون الجميلة قسم الموسيقى مختصا بالة الكمان الغربي، عمل في تدريس طرق العزف على آلة الجوزة وآلة الكمان والنظريات الموسيقية في كل من معهد الدراسات الموسيقية ومعهد الفنون الجميلة ببغداد وكذلك مدرسة الموسيقى والبالية
ساهم بتأسيس العديد من الفرق الموسيقية في البلدان العربية والأوربية مثل0 لكش - سيدارة - اهوار - ميلودك - بابل البيارق - يوري هونينك تريو / قطار الشرق - بغداد - الرافدين - سانستيرس - ثلاثي زرياب - نوروز انسامبل.
قدم العديد من الحفلات الموسيقية في العديد من دول العالم وفي أكبر وأهم المسارح، فلهارموني كولونيا ألمانيا. فلهارموني ميونخ ألمانيا. فيلهارموني امستردام. واوبرا الباستيل  باريس - فرنسا.
وله مشاركات أخرى في اغلب دول أوروبا واغلب الدول العربية وايضاً دول شرق اسيا، عمل في مشاريع مزج الموسيقى العربية مع أنواع موسيقية أخرى  مختلفة ومتنوعة من حيث الثقافات العالمية مثل الموسيقى الصوفية وموسيقى الكلاسك وموسيقى العصور الوسطى والباروك وكذلك الموسيقى المعاصرة والموسيقى الحديثة والجاز وله العديد من الإصدارات والتسجيلات الموسيقية المتنوعة.
يعيش في ألمانيا ويعمل كموسيقي محترف وناشط في تدريس وتعليم الموسيقى الشرقية ونظرياتها وطرق عزف الموسيقى العربية والشرقية وكذلك الارتجال في عالم المقامات الموسيقية وسلالمها وطرق الموسيقى الصوفية وارتجال
اختص مؤخراً في تأليف الموسيقى التصويرية للأفلام
حصل على العديد من الجوائز الموسيقية العالمية. اهمها
- جائزة كريولا مع فرقة أهوار على نطاق محافظة نورتراين - ألمانيا - 2006
- جائزة كريولا كافضل فرقة موسيقية في جميع أنحاء ألمانيا - 2007
- حصل مؤخرا على جائزة أفضل موسيقي في مجال موسيقى الشعوب في ألمانيا WDR jazzpreis 2020 - Germany

## الجوائز
حصل على العديد من الجوائز الموسيقية العالمية منها
- جائزة كريولا مع فرقة أهوار على نطاق محافظة نورتراين - ألمانيا - 2006
- جائزة كريولا كافضل فرقة موسيقية في جميع أنحاء ألمانيا -2007
- حصل مؤخرا على جائزة أفضل موسيقي في مجال موسيقى الشعوب في ألمانيا WDR jazzpreis 2020 - Germany

## آلة الجوزة
على الرغم من ان آلة الجوزة أو الكمانة أو الكمنجة، آلة منتشرة في العالم الا ان المختصين في العزف على هذة الآلة بالتحديد يعدون من القلائل. تميز باسم بعزفة لأشكال واساليب موسيقية جديدة، مقارنة مع الأساليب والاشكال والقوالب الموسيقية التقليدية المعروفة. التي كانت آلة الجوزة مقتصرة عليها. حيث كان دور هذة الآلة فقط لمرافقة المطربين اثناء تأديتهم غناء المقام العراقي البغدادي الكلاسيكي
  الا ان محاولات باسم بتوسيع هذا الدور والامتداد بة إلى عوالم موسيقية أخرى. حيث ان التغيرات التي كان قد اجراها في اسلوبة بالعزف على هذة الآلة، حتمت علية ان يغير ايضاً من شكل وصناعة الآلة. لكي ينتقل بها من العالم الذي كانت مقتصرة علية إلى آلة تحاكي جميع العوالم والاتجاهات الموسيقية العالمية المعاصرة وغير المعاصرة. كموسيقى الجاز والبلوز والكلاسيك والموسيقى الحديثة … ولتقف جنبا إلى جنب مع آلات كثيرة ومتطورة مثل البيانو والساكسفون والجلو والكونترباص، الخ

 نسبت آلة باسم هوار الموسيقية بأسمة  جوزة باسم  وهي الموازية لآلة الكمان الشرقي من حيث نصب الاوتار وهنالك الآلة الآخرى وهي الجوزة الباص الموازية لآلة الفيولا كذلك هي من اختراعاتة المنسبة الية
الجوزة الآلة الموسيقة

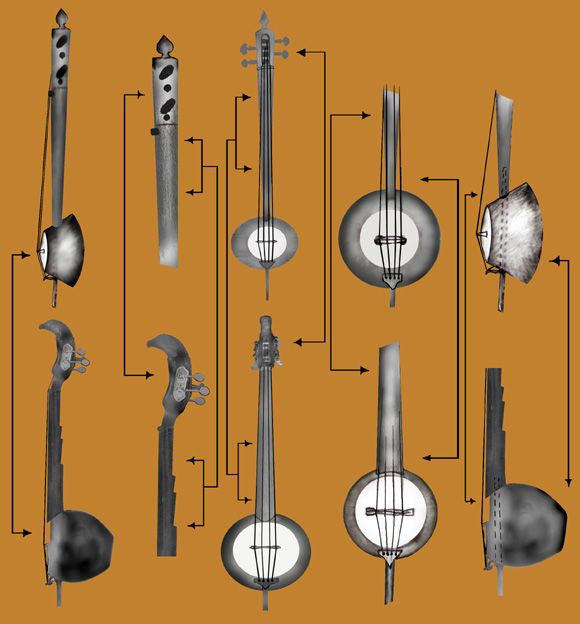

اطلقت هذة التسمية عليها، لكون صندوقها اصوتي من قشرة ثمرة جوز الهند تصنع هذة الآلة في العراق من أنواع مختلفة من الخشب ويصنع صندوقها الصوتي الآن من قشرة ثمرة جوز الهند، حيث تقطع الثمرة من جانبيها بشكل متوازي ويغطى أحد الجانبين بجلد رقيق، غالباً مايكون من جلد السمك أو غشاء قلب البقرة فوق الصندوق الصوتي، تجلس رقبة الآلة *الزند* المصنوعة من الخشب بشكل مخروط اسطواني نحيف من الاسفل ويتدرج بالسمك ليصل إلى بيت المفاتيح في اعلاة يخترق الزند الصندوق الصوتي بواسطة قظيب معدني رفيع  *الشيش* ليثبتهما ببعضهما، هنا تساعد الاوتار الأربعة للآلة في تثبيت اجزائها، وتستخدم اوتار آلة الكمان كأوتار لآلة الجوزة وتنصب هذة الأوتار من القرار إلى الجواب:  صول، ره، صول، ره.  آوكتاف اعلى يتم العزف على آلة الجوزة جلوساً حيث تنصب توضع بشكل عمودي على الفخذ الأيسر للعازف، ليمسك ابهام اليد اليسرى من الاعلى وخلف زند الآلة، ولتمتد الاصابع الأربعة المتبقية امام الأوتار، وتقوم اليد اليمنى بتمرير القوس على الأوتار في اسفل الزند عند تلاقي الصندوق الصوتي مع الرقبة الزند.
تعتبر هذة الألة الموسيقية الجوزة من اقدم الآلات الموسيقية في العراق، وهي من الآلات القوسية. وهنالك آلات موسيقية أخرى مشابة لها ومن نفس الفصيلة مثل آلة: الرباب في مصر. والكمنجة في إيران وارمينيا وأذربيجان. والقابغ كمانة في تركيا. وكذلك آلة الآرهو في الصين واقصى بلدان اسيا، يعود تاريخ آلة الجوزة أو الكمانة إلى مايقارب ال 5000 سنة تقريباً. ولحد الآن لايوجد هناك تأكيد زمني بأن صندوقها الصوتي كان يصنع من قشرة ثمرة جوز الهند لعدم وجود هذة النبتة في بلاد وادي الرافدين. لكنها كانت تصنع من أنواع مختلفة من الخشب لتعطي شكل القالب الصوتي لهذة الآلة.
آلة الجوزة او الكمانة
آلة الجوزة في العراق تُصنع تقليديًا من قشرة ثمرة جوز الهند، ومن هنا جاءت تسميتها. إلا أن اسمها الحقيقي هو "الكمانة"، وهو مشتق من الكلمة الآرامية "كفان" التي تعني "قوس الرماية"، والتي تطورت لاحقًا إلى "كمان"، فيما يُعد "الكمانة" تصغيرًا لهذا الاسم وجعله مؤنثا.
تُعد هذه الآلة واحدة من أقدم الآلات الموسيقية في بلاد وادي الرافدين، حيث يُرجح أن تاريخها يعود إلى أكثر من 5000 عام. وكما هو الحال مع بقية الآلات الموسيقية، شهدت الجوزة تطورًا عبر العصور، فاستُخدمت في العراق بشكل رئيسي لمرافقة موسيقى المقام العراقي، بينما وجدت طريقها إلى بلدان أخرى مثل إيران وتركيا وأذربيجان وغيرها، حيث استُخدمت في الموسيقى التقليدية والفلكلورية، إضافةً إلى تأدية المؤلفات الموسيقية الحديثة.
رحلة تطوير آلة الجوزة

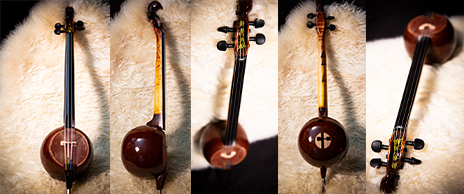
الألة الموسيقية الجوزة او الكمانة (كمانة هوار)

خلال دراستي لموسيقى المقام العراقي في المعهد، نشأت لدي رغبة في توسيع إمكانيات الجوزة، بحيث لا تقتصر على الأداء التقليدي، بل تمتد إلى أنماط موسيقية متنوعة، من الموسيقى الشرقية والعربية إلى بعض الأشكال الغربية. في البداية، كان تطوير الآلة مجرد تصور ذهني، لكن سرعان ما أدركت أن تقنيتها التقليدية تفرض قيودًا تحدّ من إمكانياتها في أداء موسيقى خارج إطارها المحلي.
دفعني ذلك إلى إجراء تعديلات تدريجية، مع الحفاظ على شكلها التقليدي، حيث كانت بعض هذه التعديلات دقيقة جدًا، لدرجة أن من لا يعرف تفاصيل الآلة قد لا يلاحظها، لكنها كانت أساسية وجوهرية في عملية التطوير، التي بدأت منذ عام 1990 وما زالت مستمرة حتى اليوم.
في عام 2003، قامت إحدى المجلات الألمانية المتخصصة في تطور الآلات الموسيقية وتوثيق الحقوق العلمية والاكتشافات الموسيقية، بتسجيل جميع التعديلات والتطورات التي أجريتها على آلة الجوزة بالتفصيل تحت اسمي، وأُطلق على الإبتكار الجديد اسم "جوزة موديل باسم هوار" مما وثّق رسميًا هذه الإضافة في سجل الابتكارات الموسيقية عالميا.
في عام 2020، قمت بتغيير جوهري على الجوزة، حيث استبدلت صندوقها الصوتي التقليدي المصنوع من قشرة جوز الهند بصندوق خشبي، مستعيدًا بذلك شكلها الأصلي المفترض. فمن خلال البحث والدراسة، أصبحت على يقين بأن الجوزة كانت تُصنع في الأصل من الخشب المحفور، وليس من ثمرة جوز الهند، التي لم تكن متوفرة تاريخيًا في المنطقة.
اليوم، أصبحت آلة الجوزة او الكمانة أكثر نضجًا من أي وقت مضى، حيث باتت قادرة على أداء الموسيقى التراثية الشرقية بجودة عالية، إلى جانب استيعاب مختلف الأنماط الموسيقية العالمية، مما يفتح أمامها آفاقًا جديدة في عالم الأداء الموسيقي. لم تعد الجوزة مجرد آلة محلية، بل أصبحت جسرًا موسيقيًا بين الثقافات، قادرة على مواكبة التطور دون أن تفقد هويتها.
باسم هوار

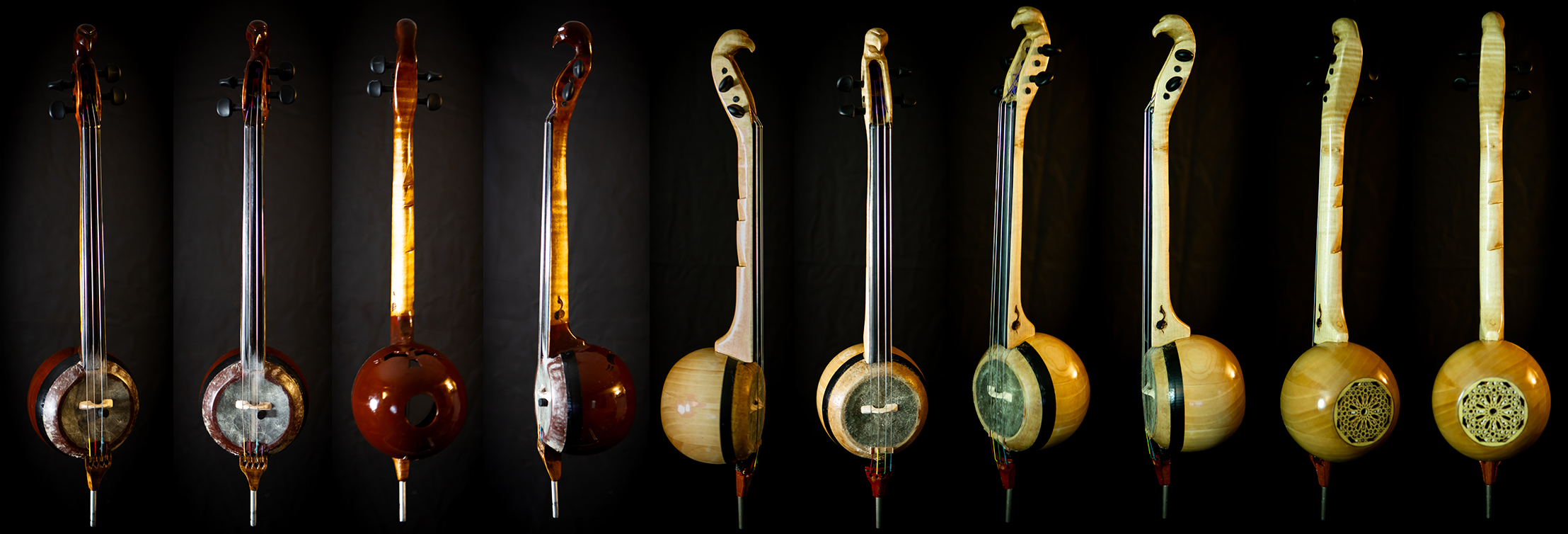
الآلة الموسيقية الكمانة (كمانة هوار)

https://de.wikipedia.org/wiki/Bassem_Hawar